# Mary Poppins dalla A alla Z
Mary Poppins dalla A alla Z (titolo nell'edizione originale in lingua inglese: Mary Poppins from A to Z) è un romanzo del 1962 scritto dalla britannica Pamela Lyndon Travers e illustrato da Mary Shepard. Si tratta del 5º romanzo della saga di Mary Poppins.
Il libro non ha un vero e proprio filo conduttore, in quanto è formato da 26 storie autoconclusive.

## Trama
Il libro si compone di ventisei storielle autoconclusive, una per ogni lettera dell'alfabeto, che, se visto a braccetto con Mary Poppins, diventa un mondo di zucchero filato. 
Ogni storiella presenta per tutto il testo delle allitterazioni, in cui viene ripetuta molte volte la lettera dell'alfabeto a cui si riferisce la storiella. Ognuna di esse è accompagnata anche da una illustrazione raffigurante i personaggi della storiella e l'ambientazione.

## Edizioni
- Mary Poppins dalla A alla Z, il carosello, Bompiani.